# Aetheomorpha
Aetheomorpha es un género de escarabajos de la familia Chrysomelidae. El género fue descrito científicamente primero por Lacordaire en 1848.

## Especies
- Aetheomorpha apicata Medvedev, 1988
- Aetheomorpha assamensis (Jacoby, 1908)
- Aetheomorpha atrocincta (Pic, 1932)
- Aetheomorpha bacboensis Medvedev, 1992
- Aetheomorpha bakeri (Weise, 1922)
- Aetheomorpha basilana Medvedev, 2000
- Aetheomorpha bicoloricollis (Medvedev, 1975)
- Aetheomorpha bicruciata Medvedev, 1988
- Aetheomorpha bifurcata Medvedev, 2001
- Aetheomorpha biplagiata Medvedev, 1985
- Aetheomorpha centromaculata Medvedev, 2000
- Aetheomorpha coerulea (Jacoby, 1892)
- Aetheomorpha congrua (Weise, 1922)
- Aetheomorpha constanti Medvedev, 2005
- Aetheomorpha daklaka Medvedev, 1988
- Aetheomorpha elegans Medvedev, 2000
- Aetheomorpha furcata Medvedev & Kantner, 2002
- Aetheomorpha gressitti Medvedev & Regalin, 1998
- Aetheomorpha insularis (Lefevre, 1883)
- Aetheomorpha kantneri Medvedev, 2005
- Aetheomorpha laeta Medvedev, 1995
- Aetheomorpha medvedevi (Kimoto, 1984)
- Aetheomorpha mimica (Medvedev, 1975)
- Aetheomorpha mindanaensis (Medvedev, 1975)
- Aetheomorpha mindorensis Medvedev, 2005
- Aetheomorpha mysorensis Takizawa, 1990
- Aetheomorpha nagaensis (Jacoby, 1908)
- Aetheomorpha negrosana Medvedev, 2000
- Aetheomorpha nigrifrons Medvedev, 2000
- Aetheomorpha nitidicollis (Jacoby, 1908)
- Aetheomorpha octomaculata Jacoby, 1892
- Aetheomorpha ocularis Medvedev, 2000
- Aetheomorpha ornatula Baly
- Aetheomorpha pallida (Medvedev, 1975)
- Aetheomorpha philippineneis Lefevre, 1886
- Aetheomorpha pseudonagaensis Medvedev, 1988
- Aetheomorpha pseudosodalis Medvedev & Kantner, 2002
- Aetheomorpha regalini Medvedev, 2000
- Aetheomorpha regalis Medvedev, 2000
- Aetheomorpha rugipennis Takizawa, 1990
- Aetheomorpha schmidti Medvedev, 2003
- Aetheomorpha sculpturata Medvedev, 2003
- Aetheomorpha semicincta (Weise, 1922)
- Aetheomorpha semipunctata Duvivier, 1891
- Aetheomorpha semistriata Medvedev, 1999
- Aetheomorpha semperi (Lefevre, 1886)
- Aetheomorpha sexmaculata (Jacoby, 1889)
- Aetheomorpha smetsi Medvedev, 2005
- Aetheomorpha sodalimima Medvedev & Kantner, 2002
- Aetheomorpha submetallica Medvedev, 1995
- Aetheomorpha substriata Medvedev, 2003
- Aetheomorpha thailanda Medvedev, 1995
- Aetheomorpha tibialis Medvedev, 2000
- Aetheomorpha trifoveata Medvedev, 1988
- Aetheomorpha ventralis Jacoby, 1891
- Aetheomorpha vietnamica Medvedev, 1985
- Aetheomorpha weisei (Medvedev, 1975)
- Aetheomorpha whiteheadi Medvedev, 2000